# 삼성 갤럭시 A7 (2018)
삼성 갤럭시 A7 (2018)은 삼성 갤럭시 A7의 2018년 모델이며 삼성 갤럭시 A7 (2017)의 후속 기종이다.